# Borys Eliaszewicz
Borys Eliaszewicz, ros. Борис Саадьевич Ельяшевич (ur. 26 marca 1881 w Poniewieżu, zm. 9 stycznia 1971 w Eupatorii) – karaimski działacz społeczny, karaimoznawca, starszy hazzan Eupatorii.

## Życiorys
Urodził się w poniewieskiej społeczności Karaimów, w 1892 rodzina wyjechała do Moskwy. Początkową edukację świecką i religijną otrzymał w domu rodzinnym, od ojca Saadii Siemienowicza. W 1895 na koszt moskiewskiej gminy karaimskiej został wysłany do Eupatorii, gdzie kształcił się w karaimskiej szkole duchownej im. Aleksandra II. 
Po odbyciu w 1903 służby wojskowej w armii rosyjskiej, rozpoczął pracę jako karaimski nauczyciel. W latach 1907–1914 pełnił obowiązki hazzana w Symferopolu. Następnie został wybrany starszym hazzanem eupatoryjskiej kienesy. Pracował z młodzieżą, założył pierwszy karaimski chór chłopięcy. 
W latach 1919–1924 był p.o. hachana Krymu i Odessy. W tym okresie opiekował się zbiorami karaimskiej biblioteki narodowej "Karaj-Bitikligi" w Eupatorii. Wobec planów jej zagłady w 1928 prowadził w Moskwie starania o przejęcie części jej zbiorów przez biblioteki państwowe. Po jej oficjalnym zlikwidowaniu przez władze komunistyczne w 1929 przeniósł się do Moskwy, imając się różnych zawodów.
Po II wojnie światowej powrócił na Krym, gdzie został ponownie hazzanem eupatoryjskiej kienesy (1946–1958), po tym jak działalność religijna krymskich Karaimów została odnowiona podczas okupacji niemieckiej (kienesa działała do 1959). 
Zmarł w 1971, pochowano go na cmentarzu karaimskim w Eupatorii.